# Le Parfum, histoire d'un meurtrier
Pour le roman, voir Le Parfum.
Pour plus de détails, voir Fiche technique et Distribution.
Le Parfum, histoire d'un meurtrier (Perfume: The Story of a Murderer) est un film germano-franco-hispanique réalisé par Tom Tykwer, sorti en 2006. C'est une adaptation du roman de Patrick Süskind, Le Parfum, publié en 1985.

## Synopsis
Dans la France du XVIIIe siècle, naît le 17 juillet 1738 Jean Baptiste Grenouille. Une naissance sans amour, donnée au milieu des déchets et des détritus de la rue. Élevé dans un orphelinat jusqu'à l'âge de treize ans, peu sociable et fruste, Grenouille n'a pas d'autre passion que celle des odeurs, et chaque seconde de sa vie est guidée par ce sens surdéveloppé. Survivant misérablement, il est d'abord vendu à une tannerie dans laquelle il se met à travailler. Puis, il parvient à se faire embaucher comme apprenti chez Giuseppe Baldini, un maître parfumeur de la capitale qui profite ainsi de son don exceptionnel pour créer de nouvelles fragrances. Il découvre alors les techniques et les secrets de la fabrication des parfums. Son don lui permet de composer quelques chefs-d'œuvre olfactifs, mais son unique obsession demeure l'odeur naturelle évanescente des jeunes femmes qui croisent sa route. Il souhaite connaitre la technique qui permet de conserver cette odeur. Il tente la distillation qui fonctionne avec les fleurs, mais elle ne fonctionne pas pour le chat de Baldini. Baldini l'oriente alors vers la ville de Grasse, renommée pour l'expertise locale dans la parfumerie. Il se rend là-bas.
Pour mettre en bouteille ce parfum envoûtant et en faire son ultime chef-d'œuvre, il se met à assassiner des femmes pour prélever leur odeur. Il obtient ainsi un parfum très puissant qui rend les personnes qui le sentent amoureuses de celui qui le porte. Il retourne à Paris, où il verse tout le parfum sur lui et disparaît, englouti sous la masse de gens agglutinés autour de lui.

## Fiche technique
Sauf indication contraire, les informations mentionnées dans cette section peuvent être confirmées par les bases de données cinématographiques IMDb et Allociné,  présentes dans la section « Liens externes ».
- Titre original : Perfume: The Story of a Murderer
- Titre français : Le Parfum, histoire d'un meurtrier
- Titre allemand : Das Parfum : Die Geschichte eines Mörders
- Titre espagnol : El perfume: historia de un asesino (Espagne) ; Perfume: la historia de un asesino (Amérique latine)
- Réalisation : Tom Tykwer
- Scénario : Andrew Birkin, Bernd Eichinger et Tom Tykwer, d'après le roman-homonyme de Patrick Süskind
- Musique : Reinhold Heil, Johnny Klimek et Tom Tykwer
- Direction artistique : Laia Colet
- Décors : Uli Hanisch
- Costumes : Pierre-Yves Gayraud
- Photographie : Frank Griebe
- Son : Michael Kranz, Matthias Lempert, Gabriel Isaac Mounsey, Rudi Neuber, Benjamin A. Rosenkind
- Montage : Alexander Berner
- Production : Bernd Eichinger
  - Production exécutive : Teresa Gefaell (Castelao) et Silvia Tollmann
  - Production déléguée : Julio Fernández, Andreas Grosch, Samuel Hadida, Manuel Cuotemoc Malle, Martin Moszkowicz et Andreas Schmid
  - Coproduction : Gigi Oeri
- Sociétés de production[3] :
  - Allemagne : Bernd Eichinger Productions, VIP 4 Medienfonds, présenté par Constantin Film
  - France : en coproduction avec Nouvelles Éditions de Films (NEF)
  - Espagne : Filmax et Antena 3 Films, en coproduction avec Castelao Producciones
  - États-Unis : Summit Entertainment, en association avec Rising Star, présenté par DreamWorks Pictures
- Sociétés de distribution : Constantin Film Verleih (Allemagne) ; Metropolitan Filmexport (France) ; Filmax (Espagne) ; Paramount Pictures (États-Unis) ; Rialto Film AG (Suisse romande) ; Kinepolis Film Distribution (Belgique)[4]
- Budget : 49 515 804 USD[5] ; 60 millions USD[6]
- Pays de production :  Allemagne,  France,  Espagne[7],[N 1]
- Langue originale : anglais
- Format : couleur — 35 mm — 2,35:1 — son Dolby Digital / DTS / SDDS
- Genre : drame, thriller, policier, fantastique
- Durée : 147 minutes
- Dates de sortie[8] :
  - Allemagne : 14 septembre 2006 (sortie nationale) ; 14 février 2007 (Festival international du film de Berlin)
  - France, Suisse romande : 4 octobre 2006[9],[10]
  - Belgique : 18 octobre 2006[11]
  - États-Unis : 20 octobre 2006 (Festival du film d'Austin) ; 27 décembre 2006 (sortie limitée) ; 5 janvier 2007 (sortie nationale)
  - Espagne : 24 novembre 2006
  - Québec : 5 janvier 2007[12]
- Classification[13] :
  - Allemagne : interdit aux moins de 12 ans (FSK 12)
  - France : tous publics avec avertissement[14],[N 2]
  - Espagne : déconseillé aux enfants de moins de 18 ans
  - États-Unis : les enfants de moins de 17 ans doivent être accompagnés d'un adulte (R – Restricted)[N 3]
  - Belgique : tous publics (Alle Leeftijden)[11]
  - Suisse romande : interdit aux moins de 14 ans[15]
  - Québec : 13 ans et plus (13+ / 13 years and over)[12]

## Distribution
- Ben Whishaw (VF : Nicolas Vaude) : Jean-Baptiste Grenouille[16]
- Dustin Hoffman (VF : Jean-Jacques Moreau) : Giuseppe Baldini[17]
- Alan Rickman (VF : Michel Papineschi) : Antoine Richis[18]
- Rachel Hurd-Wood (VF : Ingrid Donnadieu) : Laura Richis[19]
- Karoline Herfurth : la jeune fille aux prunes
- Sian Thomas : madame Gaillard
- Sam Douglas (VF : Christian Pélissier) : Grimal
- Sara Forestier (VF : elle-même) : Jeanne
- Jessica Schwarz (VF : Marie-Eugénie Maréchal) : Natalie
- Corinna Harfouch : madame Arnulfi
- Paul Berrondo (VF : Éric Herson-Macarel) : Druot
- David Calder : l'évêque de Grasse
- Birgit Minichmayr : la mère de Grenouille
- Ramon Pujol (VF : Alexis Tomassian) : Lucien
- John Hurt (VF : Jacques Perrin) : le narrateur

## Distinctions

### Récompenses

#### 2006
- Bambi Awards : meilleur film national pour Bernd Eichinger, Tom Tykwer et Ben Whishaw

#### 2007
- Bavarian Film Awards :
  - Meilleur réalisateur pour Tom Tykwer
  - Meilleurs décors pour Uli Hanisch
- European Film Awards :
  - Meilleur directeur européen de la photographie pour Frank Griebe
  - Prix d'excellence pour Uli Hanisch
- German Film Awards :
  - Meilleur film
  - Meilleure photographie pour Frank Griebe
  - Meilleur montage pour Alexander Berner
  - Meilleurs décors pour Uli Hanisch
  - Meilleure création de costumes pour Pierre-Yves Gayraud
  - Meilleur son pour Stefan Busch, Dirk Jacob, Michael Kranz, Frank Kruse, Matthias Lempert, Hanse Warns et Roland Winke
- Jupiter Awards :
  - Meilleur film allemand
  - Meilleur réalisateur allemand pour Tom Tykwer
- Undine Awards (Autriche) : meilleure jeune actrice dans un second rôle pour Karoline Herfurth

#### 2010
- CinEuphoria Awards : meilleur film de la décennie - compétition internationale

### Nominations

#### 2006
- Festival du film de Gand : meilleur film pour Tom Tykwer
- International Film Music Critics Award (IFMCA) : bande originale de l'année pour Reinhold Heil, Johnny Klimek et Tom Tykwer
- Las Vegas Film Critics Society Awards : meilleur film (8e place)

#### 2007
- Academy of Science Fiction, Fantasy and Horror Films - Saturn Awards[22]
  - Meilleur film d'action, d'aventures ou thriller
  - Meilleure réalisation pour Tom Tykwer
  - Meilleure actrice dans un second rôle pour Rachel Hurd-Wood
  - Meilleur scénario pour Andrew Birkin, Bernd Eichinger et Tom Tykwer
  - Meilleure musique pour Reinhold Heil, Johnny Klimek et Tom Tykwer
- European Film Awards :
  - Meilleur film européen
  - Meilleur acteur européen pour Ben Whishaw
  - Meilleur compositeur européen pour Reinhold Heil, Johnny Klimek et Tom Tykwer
- German Film Awards :
  - Meilleure réalisation pour Tom Tykwer
  - Meilleure musique de film pour Reinhold Heil, Johnny Klimek et Tom Tykwer
- Gran Premio Internazionale del Doppiaggio : meilleur acteur de doublage voix pour Emiliano Coltorti (voix de Ben Whishaw)
- MTV Movie Awards (Russie) : meilleur film international
- New Faces Awards : meilleure actrice pour Karoline Herfurth
- Online Film and Television Association : meilleure révélation masculine pour Ben Whishaw
- Russian National Movie Awards : meilleur blockbuster
- Turkish Film Critics Association (SIYAD) Awards : meilleur film en langue étrangère (16e place)

#### 2008
- Prix Gopo : meilleur film européen

### Sélections
- Festival du film du Croisic - De la page à l'image 2006 : longs métrages - compétition pour Tom Tykwer

## Éditions en vidéo
- En France, le film Le Parfum, histoire d'un meurtrier est sorti en édition collector 2 DVD le 4 mai 2007[23]. Par la suite, le film est ressorti en DVD édition simple le 16 septembre 2008[24], puis en Blu-ray le 13 octobre 2009[25] et en VOD le 1er octobre 2021[9].
- Au Québec, le film est sorti en DVD le 24 juillet 2007[12].

## Différences avec le livre
- La mère de Grenouille meurt décapitée dans le livre, alors que dans le film, elle est pendue.
- Dans le film, le personnage de Laure Richis a été rebaptisé Laura Richis.
- Toute la partie située à Montpellier est absente du film.
- Le fils du baron de Bouyon, que devait épouser Laure Richis, a été rebaptisé Marquis de Montesquieu.
- Grenouille est décrit comme ni extrêmement laid, ni beau, dans le livre contrairement à son adaptation cinématographique.
- Madame Gaillard, qui a une vie très longue dans le livre, meurt égorgée juste après avoir vendu Grenouille dans le film.
- Grenouille ne rêve pas du tout de la jeune fille aux mirabelles, il n'aime que son parfum.
- Dans le livre, la jeune fille porte des mirabelles, pas des reines-claudes.
- Le film n'évoque pas la première partie de la vie de Grenouille chez le père Terrier, puis en nourrice, il le place directement chez madame Gaillard.
- Dans le livre, Grenouille tue vingt-cinq femmes pour leur odeur, vingt-six avec la première rousse, alors que dans le film il en tue seize (la première rousse, la prostituée, Jeanne ainsi que les treize jeunes filles vierges nécessaires au parfum).